# Stroncium
Stroncium (chemická značka Sr, latinsky Strontium) je 4. prvkem z řady kovů alkalických zemin, lehký, velmi reaktivní kov.

## Základní fyzikálně-chemické vlastnosti

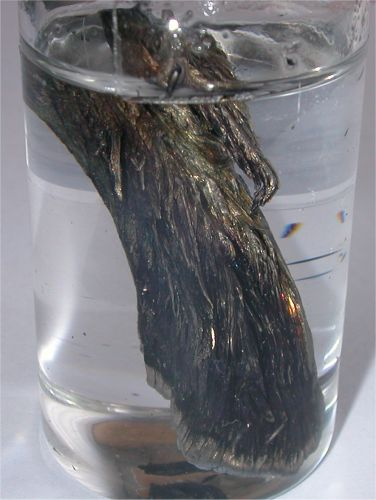
Stroncium v petroleji

Poměrně měkký, lehký, reaktivní kov, který se svými vlastnostmi více podobá vlastnostem alkalických kovů. V kapalném amoniaku se rozpouští za vzniku černého roztoku. Stroncium patří k lepším vodičům elektrického proudu a tepla. Není tolik reaktivní jako alkalické kovy, ale přesto je jeho reaktivita natolik vysoká, že může být dlouhodobě uchováváno pouze pod vrstvou alifatických uhlovodíků (petrolej, nafta) s nimiž nereaguje. Soli stroncia barví plamen červeně.
Stroncium je velmi reaktivní a v přírodě vytváří pouze strontnaté sloučeniny Sr2+. V laboratoři lze připravit sloučeniny (tzv. superbáze), ve kterých může mít stroncium stroncidový anion Sr2−, takovéto sloučeniny jsou velmi nestabilní a patří mezi nejsilnější redukční činidla. Stroncium reaguje za pokojové teploty s vodou i kyslíkem. Na vzduchu se okamžitě pokrývá vrstvou nažloutlého oxidu, práškové stroncium je na vzduchu schopno samovolného vznícení. Při zahřátí se snadno slučuje s dusíkem na nitrid strontnatý Sr3N2 a s vodíkem na hydrid strontnatý SrH2 a i s velkým množstvím prvků tvoří za vyšších teplot sloučeniny.
Stroncium je zásadotvorný prvek a rozpouští se v běžných kyselinách za tvorby strontnatých solí. Nerozpouští se v roztocích hydroxidů.

## Historický vývoj
Nedlouho po objevení rudy barya witheritu, byl ve Skotsku u vesnice Strontianu, poblíž olověných dolů, objeven roku 1790 Adairem Crawfordem minerál podobný witheritu – stroncianit. Klaproth roku 1793 dokázal, že obsahuje novou, dosud neobjevenou zeminu – strontnatou zeminu a o pět let později to potvrdil Thomas Charles Hope, který rozlišoval baryum, stroncium a vápník podle barvy plamene.
Stroncium poprvé připravil sir Humphry Davy roku 1808 elektrolýzou strontnatého amalgámu, který si připravil elektrolýzou slabě zvlhčeného hydroxidu strontnatého za použití rtuťové katody.

## Výskyt v přírodě
Díky své velké reaktivitě se stroncium v přírodě vyskytuje prakticky pouze ve sloučeninách. Ve všech svých sloučeninách se vyskytuje pouze v mocenství Sr+2.
Stroncium se v zemské kůře vyskytuje v množství 0,03–0,04 %, čímž se řadí na 15. místo ve výskytu na zemi. Jeho procentuální obsah odpovídá 384 ppm (parts per milion = počet částic na 1 milion částic) a ve výskytu se řadí za baryum. V mořské vodě je jeho koncentrace pouze 8 mg Sr/l a ve vesmíru připadá na jeden atom stroncia přibližně jeden a půl miliardy atomů vodíku.
Nejznámějšími minerály na bázi stroncia jsou celestin SrSO4 chemicky síran strontnatý a stroncianit SrCO3 chemicky uhličitan strontnatý.
K dalším ale méně významným rudám stroncia patří akuminit Sr[AlF4(OH)(H2O)], fluorkapit (Ca,Sr,Ce,Na)5(PO4)3F a weloganit Na2(Sr,Ca)3Zr(CO3)6·3H2O
Stroncium se v přírodě vyskytuje v podobě čtyř izotopů, které mají zastoupení 84Sr (0,56 %), 86Sr (9,86 %), 87Sr (7,0 %) a 88Sr (82,58 %). Izotop 87Sr v přírodě vzniká beta rozpadem izotopu rubidia 87Rb, proto se mu říká radiogenní. Pomocí poměrů množství izotopů 87Sr, 86Sr a 87Rb se dá odhadnout i stáří Vesmíru.
V laboratoři se při jaderných rozpadech podařilo připravit dalších 31 nestabilních izotopů stroncia, z nichž jsou významné 89Sr a zejména 90Sr.

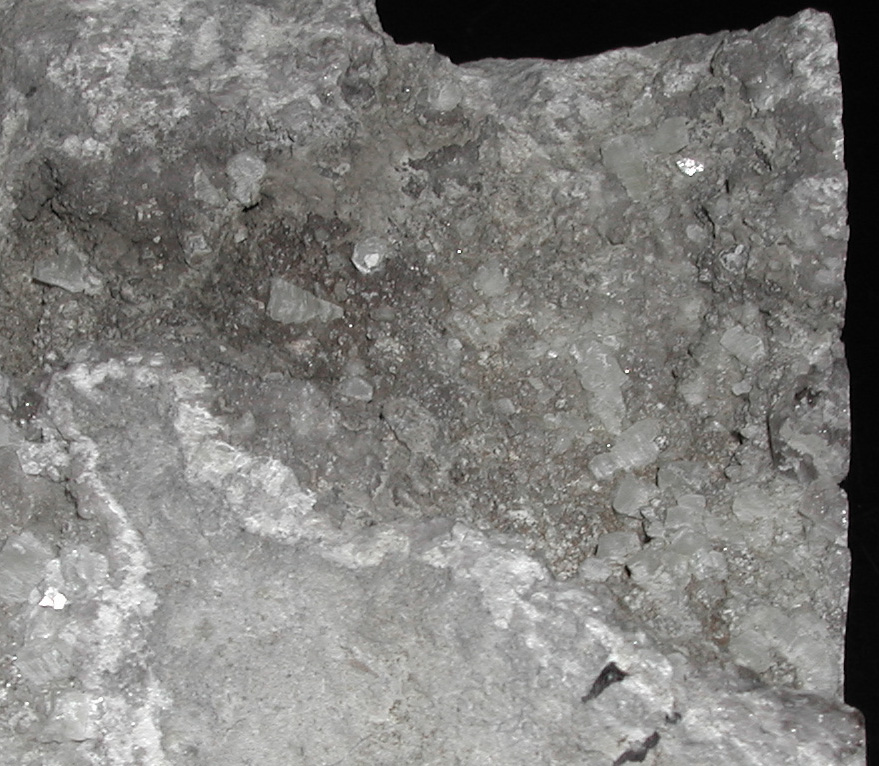
Weloganit – Na_{2}(Sr,Ca)_{3}Zr(CO_{3})_{6}·3H_{2}O
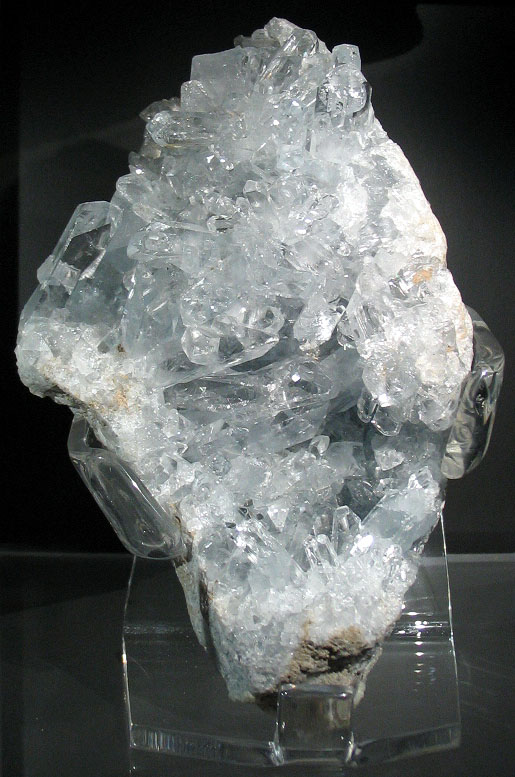
Celestin – SrSO_{4}
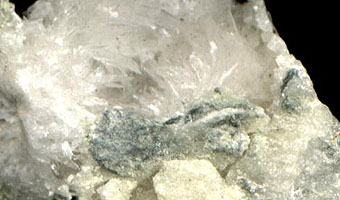
Stroncianit – SrCO_{3}

- Weloganit – Na2(Sr,Ca)3Zr(CO3)6·3H2O
- Celestin – SrSO4
- Stroncianit – SrCO3

## Výroba
Stroncium se průmyslově vyrábí redukcí oxidu strontnatého hliníkem.
3 SrO + 2 Al → 3 Sr + Al2O3
Kovové stroncium lze také vyrobit, ale ve velmi čistém stavu, elektrolýzou taveniny chloridu strontnatého ve směsi s chloridem draselným. Dalším produktem této reakce je elementární chlor, který je ihned dále zpracováván v chemické výrobě. K elektrolýze se používá grafitové anody, na které se vylučuje chlor a železné katody, na které se vylučuje stroncium.
K malé přípravě stroncia lze také využít termický rozklad azidu strontnatého na dusík a stroncium.

## Využití

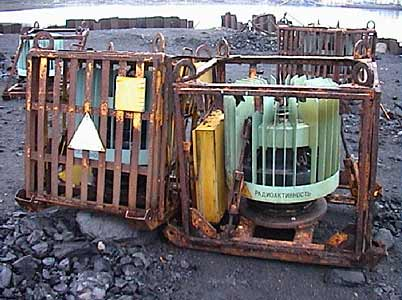
RTG ze sovětských majáků

Sloučenin stroncia se využívá při výrobě pyrotechnických produktů pro jejich výraznou barevnou reakci v plameni. Další uplatnění mají sloučeniny stroncia ve speciálních aplikacích sklářského průmyslu, příkladem mohou být katodové trubice pro výrobu obrazovek barevných televizních přijímačů.
Vysokého indexu odrazivosti titaničitanu strontnatého SrTiO3 se využívá v různých optických aplikacích, např. měření barevnosti látek nebo analýze spekter odražených paprsků z barevných povrchů. Ze stejného důvodu používá často šperkařský průmysl titaničitan strontnatý jako levnější náhradu diamantu.
Některých strontnatých solí, například dusičnanu strontnatého, se využívá v pyrotechnice k barvení plamene na červeno.
Uhličitan strontnatý SrCO3 je sloučenina s nejvyšším využitím Sr, využívá se při výrobě barevných televizních obrazovek. Je také vhodný na odcukerňování melasy v pivovarech. A vyrábí se z něho jiné strontnaté sloučeniny, např. dusičnan strontnatý Sr(NO3)2.
Z umělých radioizotopů se využívá stroncium-89 v lékařství a zejména stroncium-90 jako výkonný zářič v radioizotopových termoelektrických generátorech (RTG)

## Sloučeniny

### Anorganické sloučeniny
- Hydrid strontnatý SrH2 je bílá krystalická látka. Je to silné redukční činidlo. Při reakci s vodou vzniká z hydridu strontnatého hydroxid strontnatý a vodík. Nejsnáze se hydrid strontnatý připraví reakcí zahřátého stroncia ve vodíkové atmosféře, při které často stroncium ve vodíku začne hořet.

- Oxid strontnatý SrO je bílá, amorfní, práškovitá látka. Reaguje s vodou za vzniku hydroxidu strontnatého. Oxid strontnatý se připravuje hořením stroncia v kyslíkové atmosféře a vyrábí nejčastěji termickým rozkladem uhličitanu strontnatého.

- Hydroxid strontnatý Sr(OH)2 je lehký, bílý, beztvarý prášek, který je o něco lépe rozpustný ve vodě než hydroxid vápenatý (0,7 gramu ve 100 ml vody). Je to středně silná zásada. Vyrábí se reakcí oxidu strontnatého s vodou nebo reakcí stroncia s vodou.

- Peroxid strontnatý SrO2 je bílá práškovitá látka, která se obtížně rozpouští ve vodě. Vzniká reakcí peroxidu sodného s hydroxidem strontnatým.

- Sulfid strontnatý SrS

#### Soli

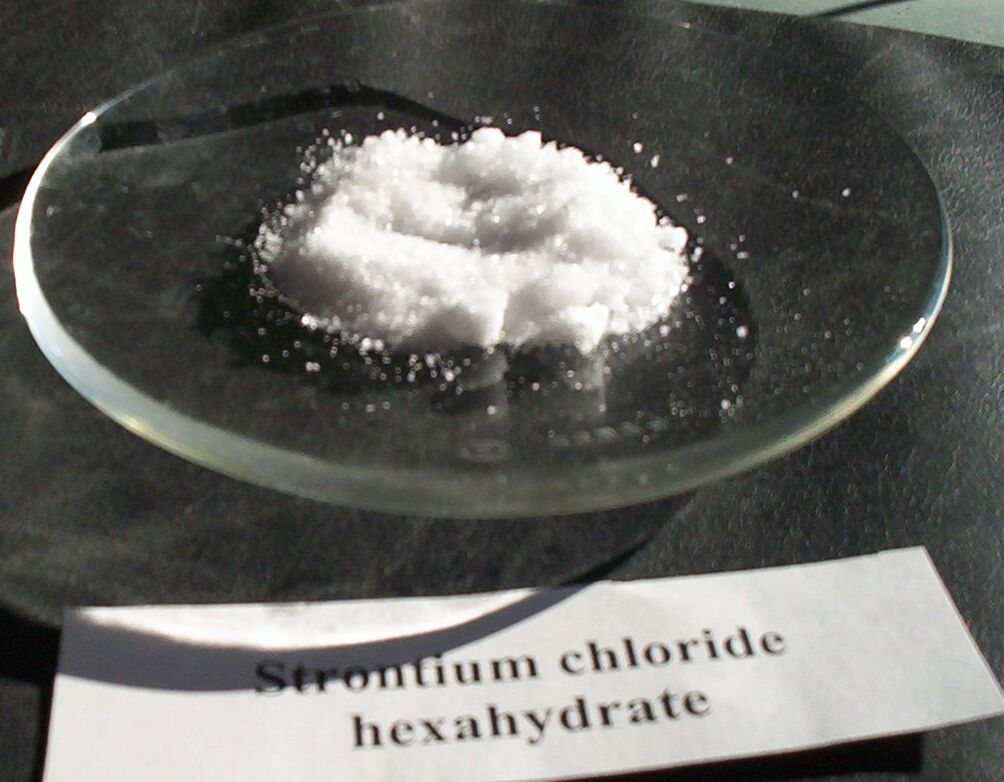
Chlorid strontnatý

Větší část strontnatých solí se ve vodě rozpuští, ale část se rozpouští hůře nebo vůbec, všechny soli mají bílou barvu (nebo jsou bezbarvé), pokud není anion soli barevný (manganistany, chromany). Strontnaté soli jsou lépe rozpustné než soli hořečnaté a vápenaté. Strontnaté soli vytváří snadno podvojné soli a dnes jsou známy i komplexy, které ale nejsou pro stroncium a i další kovy alkalických zemin typické.
- Fluorid strontnatý SrF2 je bílá, nerozpustná, krystalická látka. Vzniká srážením roztoků strontnatých solí fluoridovými anionty nebo reakcí hydroxidu strontnatého či uhličitanu strontnatého s kyselinou fluorvodíkovou.

- Chlorid strontnatý SrCl2 je bílá krystalická látka, velmi dobře rozpustná ve vodě. Připravuje se rozpouštěním uhličitanu strontnatého nebo hydroxidu strontnatého v kyselině chlorovodíkové.

- Bromid strontnatý SrBr2 a jodid strontnatý SrI2 jsou bílé krystalické látky, velmi dobře rozpustné ve vodě a ethanolu. Obě se používají v lékařství. Jodid i bromid se připravují rozpouštěním hydroxidu strontnatého nebo uhličitanu strontnatého v kyselině bromovodíkové popřípadě kyselině jodovodíkové.

- Dusičnan strontnatý Sr(NO3)2 je bílá krystalická látka, která je velmi dobře rozpustná ve vodě. Dříve se používal jako hnojivo. Vyrábí se reakcí hydroxidu strontnatého nebo uhličitanu strontnatého s kyselinou dusičnou.

- Uhličitan strontnatý SrCO3 je bílá práškovitá, ve vodě velmi málo rozpustná látka. Jeho roztok reaguje zásaditě. V přírodě se vyskytuje jako nerost stroncianit. Připravuje se srážením strontnatých iontů uhličitanovými anionty, reakcí hydroxidu strontnatého s roztokem obsahujícím oxid uhličitý nebo pohlcením vzdušného oxidu uhličitého hydroxidem strontnatým.

- Síran strontnatý SrSO4 je bílá práškovitá látka, která je špatně rozpustná ve vodě. Rozpustnost se s větší teplotou zvyšuje. V přírodě se vyskytuje jako nerost celestin. Vyrábí se reakcí hydroxidu nebo uhličitanu strontnatého s kyselinou sírovou.

### Organické sloučeniny
Mezi organické sloučeniny stroncia patří zejména strontnaté soli organických kyselin a strontnaté alkoholáty. K dalším strontnatým sloučeninám patří organické komplexy. Zcela zvláštní skupinu organických strontnatých sloučenin tvoří organokovové sloučeniny.

## Zdravotní aspekty stroncia
Běžné izotopy stroncia se v živých organizmech chovají podobně jako atomy vápníku a jsou tedy naprosto neškodné.
Zdravotní rizika spojená se stronciem jsou spojena s radioaktivním izotopem 90Sr, který vzniká při radioaktivním rozpadu uranu, tedy při výbuchu atomové bomby i v jaderných reaktorech (riziko havárie). Izotop 90Sr je poměrně silný beta zářič s poločasem rozpadu 29,1 let. Pokud se dostane do živého organizmu, může se zabudovat do kostní tkáně a je potenciálním zdrojem vzniku rakovinného bujení. Při objektivním hodnocení jeho skutečné rizikovosti je nutno posoudit poměr výskytu uvedeného izotopu k ostatním podobným atomům (vápník, baryum, neškodné izotopy stroncia) a pravděpodobností vyzáření beta částice (elektron) a následným spuštěním rakovinného bujení právě sledovaným izotopem 90Sr.